# Piratkopiering

En piratkopierad Giorgio Armani t-shirt.

Piratkopiering är olaglig kopiering av upphovsrättsligt skyddade verk. Från början åsyftades avtryck av manuskript eller tryckt arbete utan vederbörligt rättsinnehav men senare menas oftast illegalt kopierade ljudskivor, filmer eller märkesvaror (smycken, kläder etc) för storskalig försäljning under förespegling av att vara originalprodukter. I svenska medier har termen använts om olaglig digital distribution av musik, filmer, program och spel via olika så kallade fildelningsprogram.

## Värdering av begreppet
Bruket av ordet "pirat" har i detta moderna sammanhang blivit ifrågasatt då det av vissa ses som ett sätt av industrin att ge mera tyngd åt sina argument genom att likställa kopierarna med forna tiders sjörövare. Denna liknelse har vissa beröringspunkter i det tidigare sammanhanget, när kriminella organisationer tjänade pengar på kopieringen.
På senare år[när?] har den upphovsrättskritiska rörelsen erövrat begreppet med namn som Pirate Bay, Piratbyrån och Piratpartiet. Även inom den upphovsrättsbevarande rörelsen har det använts, som Svenska Antipiratbyrån.
Piratkopiering ska skiljas från begreppet privatkopiering som används om den lagliga kopiering för eget bruk som sker med stöd av ett undantag i upphovsrättslagen och som inom EU tillåts enligt regler om privatkopieringsersättning.

## Olovlig varumärkeskopiering
En annan form av piratkopiering är olovlig kopiering av etablerade varumärken. Denna form av kopiering förekommer framför allt för kläder, armbandsur, smycken och accessoarer.

## Sverige
Flera kulturarbetare har tagit ställning mot piratkopiering medan andra intagit en annan hållning. Timbuktu sade i en debattartikel i Dagens Nyheter att skivbolagen har målat in sig i ett hörn.